# Lepthyphantes bhudbari
Lepthyphantes bhudbari este o specie de păianjeni din genul Lepthyphantes, familia Linyphiidae, descrisă de Tikader, 1970. Conform Catalogue of Life specia Lepthyphantes bhudbari nu are subspecii cunoscute.